# Diplothele tenebrosus
Diplothele tenebrosus is een spinnensoort uit de familie Barychelidae. De soort komt voor in India.